# ريتشارد أنتوني بيرك
ريتشارد أنتوني بيرك (بالإنجليزية: Richard Anthony Burke) هو كاهن كاثوليكي أيرلندي، ولد في 19 فبراير 1949 في كلونمل ‏ في جمهورية أيرلندا.